# Список объектов всемирного наследия ЮНЕСКО в Эквадоре
В спи́ске объе́ктов Всеми́рного насле́дия ЮНЕ́СКО в Эквадоре значатся 5 наименования (на 2014 год), это составляет 0,4 % от общего числа (1248 на 2025 год). 3 объекта включены в список по культурным критериям, 2 объекта — по природным.
Кроме этого, по состоянию на 2010 год, 6 объектов на территории государства находится в числе кандидатов на включение в список всемирного наследия. Первый объект на территории Эквадора был занесён в список в 1978 году на 2-й сессии Комитета всемирного наследия ЮНЕСКО.

## Список
Объекты расположены в порядке их добавления в список всемирного наследия. Если объекты добавлены одновременно, то есть на одной сессии Комитета всемирного наследия ЮНЕСКО, то объекты располагаются по номерам.
| # | Изображение | Название                                                                     | Местоположение                                                               | Время создания               | Год внесения в список | №    | Критерии         |
| - | ----------- | ---------------------------------------------------------------------------- | ---------------------------------------------------------------------------- | ---------------------------- | --------------------- | ---- | ---------------- |
| 1 |             | Галапагосские острова Islas Galápagos                                        | Провинция Галапагос                                                          | —                            | 1978                  | 1    | vii, viii, ix, x |
| 2 |             | Кито Quito                                                                   | Провинция Пичинча                                                            | конец I тысячелетия до н. э. | 1978                  | 2    | ii, iv           |
| 3 |             | Национальный парк Сангай Parque Nacional Sangay                              | Провинции Морона-Сантьяго, Чимборасо и Тунгурауа                             | —                            | 1983                  | 260  | vii, viii, ix, x |
| 4 |             | Исторический центр Куэнка Centro histórico de Cuenca                         | Провинция Асуай                                                              | 1557                         | 1999                  | 863  | ii, iv, v        |
| 5 |             | Кхапак-Ньян — дорожная система в Андах исп. Sistema Vial Andino / Qhapaq Ñan | Провинции Карчи, Имбабура, Пичинча, Котопахи, Чимборасо, Каньяр, Асуай, Лоха |                              | 2014                  | 1459 | ii, iii, iv, vi  |

### Географическое расположение объектов
| Галапагосские островаОбъекты всемирного наследия ЮНЕСКО на Галапагосских островах | Кхапак-Ньян — дорожная система в Андах Кито Национальный парк Сангай Исторический центр КуэнкаОбъекты всемирного наследия ЮНЕСКО в Эквадоре |

## Предварительный список
В таблице объекты расположены в порядке их добавления в предварительный список.
| # | Изображение | Название                                                                                               | Местоположение           | Время создания | Год внесения в предварительный список | №    | Критерии |
| - | ----------- | --- | ------------------------ | -------------- | ------------------------------------- | ---- | -------- |
| 1 |             | Сарума Zaruma                                                                                          | Провинция Эль-Оро        | 1549           | 1998                                  | 1078 | iv       |
| 2 |             | Археологический комплекс Ингапирка Sitio arqueológico de Ingapirca                                     | Провинция Каньяр         | конец XV века  | 1998                                  | 1079 | iii      |
| 3 |             | Национальный парк Мачалилья Machalilla National Park                                                   | Провинция Манаби         | 1979           | 1998                                  | 1080 | ?        |
| 4 |             | Окаменелый лес Пуянго Bosque Petrificado de Puyango                                                    | Провинции Эль-Оро и Лоха | —              | 1998                                  | 1081 | viii, ix |
| 5 |             | Комплекс доколумбовой крепости Памбамарка исп. Complejo de fortificaciones precolombinas de Pambamarca | Провинция Пичинча        | —              | 1998                                  | 1082 | iii      |
| 6 |             | Озёра Кахаса и руины Передонеса исп. Lacs du Cajas et Ruines de Paredones                              | Провинция Асуай          | —              | 2003                                  | 1778 | ?        |